# الاتفاقية الثلاثية
أنهت الاتفاقية الثلاثية لعام 1899 الحرب الأهلية الثانية في ساموا ما أدى إلى التقسيم الرسمي لأرخبيل أو جزر ساموا في جنوب وسط المحيط الهادئ إلى مستعمرة ساموا الألمانية وإقليم ساموا التابع للولايات المتحدة.
تمثلت المحادثات السابقة للاتفاقية الثلاثية لعام 1899 بمؤتمر واشنطن عام 1887، ومعاهدة برلين عام 1899، والاتفاق الإنجليزي الألماني حول ساموا عام 1899.

## السياسات السابقة للاتفاقية
كانت الظروف الاقتصادية الحديثة راسخة ومقبولة لدى شعب ساموا بحلول السبعينيات من القرن التاسع عشر، والذي حظي بحكومة كافية كي تسمح له بالتلاعب بها حسب المصالح التجارية الأجنبية في ساموا. بعد أن أبرمت الولايات المتحدة معاهدة صداقة مع ساموا عام 1879، تفاوضت ألمانيا لإبرام اتفاقية «الدولة المفضلة» عام 1879 مع ذات الجهة الساموية على غرار الولايات المتحدة، بينما عُقدت المعاهدة الإنكليزية الساموية لاحقًا مع جهة منافسة. أدت الخلافات بين البيض في ساموا، بالإضافة إلى الصراع بين الفصائل المحلية إلى انقسام السامويين في مجموعتين متنافستين، وأصبح هذا الوضع خطرًا بشكل كبير مع إدخال الأسلحة الحديثة.
مؤتمر واشنطن عام 1887
وافقت كل من الولايات المتحدة وألمانيا والمملكة المتحدة على الحضور في مؤتمر واشنطن في يونيو 1887 للسعي لإيجاد حل لبعض المشاكل. أُجّل المؤتمر دون التوصل إلى نتائج بعد خلافات سطحية جادة بين الأطراف. أدى القتال بين مواطني القوى الثلاث بالإضافة إلى الفصائل المحلية الموالية لهم إلى صراع لم يهدأ سوى مع قدوم إعصار أبيا عام 1899، الذي دمر السفن الحربية على تخوم المعارك.
معاهدة برلين 1899
لوحظت جدية الموقف أخيرًا، واقترح وزير الخارجية الألماني الكونت هربرت فون بسمارك (مستشار أوتو فون بسمارك) إعادة عقد مؤتمر واشنطن المؤجل عام 1887، ودعا ممثلي الولايات المتحدة وألمانيا إلى برلين عام 1889. اقترح نهج بسمارك العملي حماية حياة وممتلكات وتجارة المشاركين في المعاهدة ونفي الحكومة المحلية و«ملوكها» غير الثابتين إلى السامويين، وهو الأمر الذي وافقت بريطانيا عليه. أصرت الولايات المتحدة على سلطة ذات قوى ثلاثية ريثما يتم الحفاظ على الحقوق الأصلية. اُعلن عن حكومة وصاية مشتركة أو سيادة مشتركة (أرض سياسية يقع فيها أو توافق عليها قوى سياسية رسمية مشتركة) في معاهدة برلين لعام 1889، بالإضافة إلى رئيس قضاة أوروبي/ أمريكي، ومجلس بلدي لأبيا، مع «حق السكان الأصليين في الانتخاب الحر لرئيسهم أو ملكهم» كموقّع على المرسوم، وبالتالي صرّحت المعاهدة بالاعتراف بالحكومة الساموية المستقلة.
بمجرد أن عُيّن المسؤول الملكي الأصلي، وبعد عودة الاضطرابات، دخل الرؤساء الآخرون في التمرد وتبع ذلك الحرب الأهلية. وبحلول نهاية القرن التاسع عشر، اعترفت الحكومات الثلاث المشتركة بالقوة بفشل هذا الترتيب، بسب تصرف الزعماء الوطنيين في ساموا بشكل مباشر من أجل مصالحهم الخاصة، وكثيرًا ما رفضوا مسؤولي السيادة المشتركة. أصبح حلّ السيادة المشتركة التي أنشأها «التحالف المتشابك» الآن قيد التنفيذ.

## المعاهدة الثلاثية لعام 1899

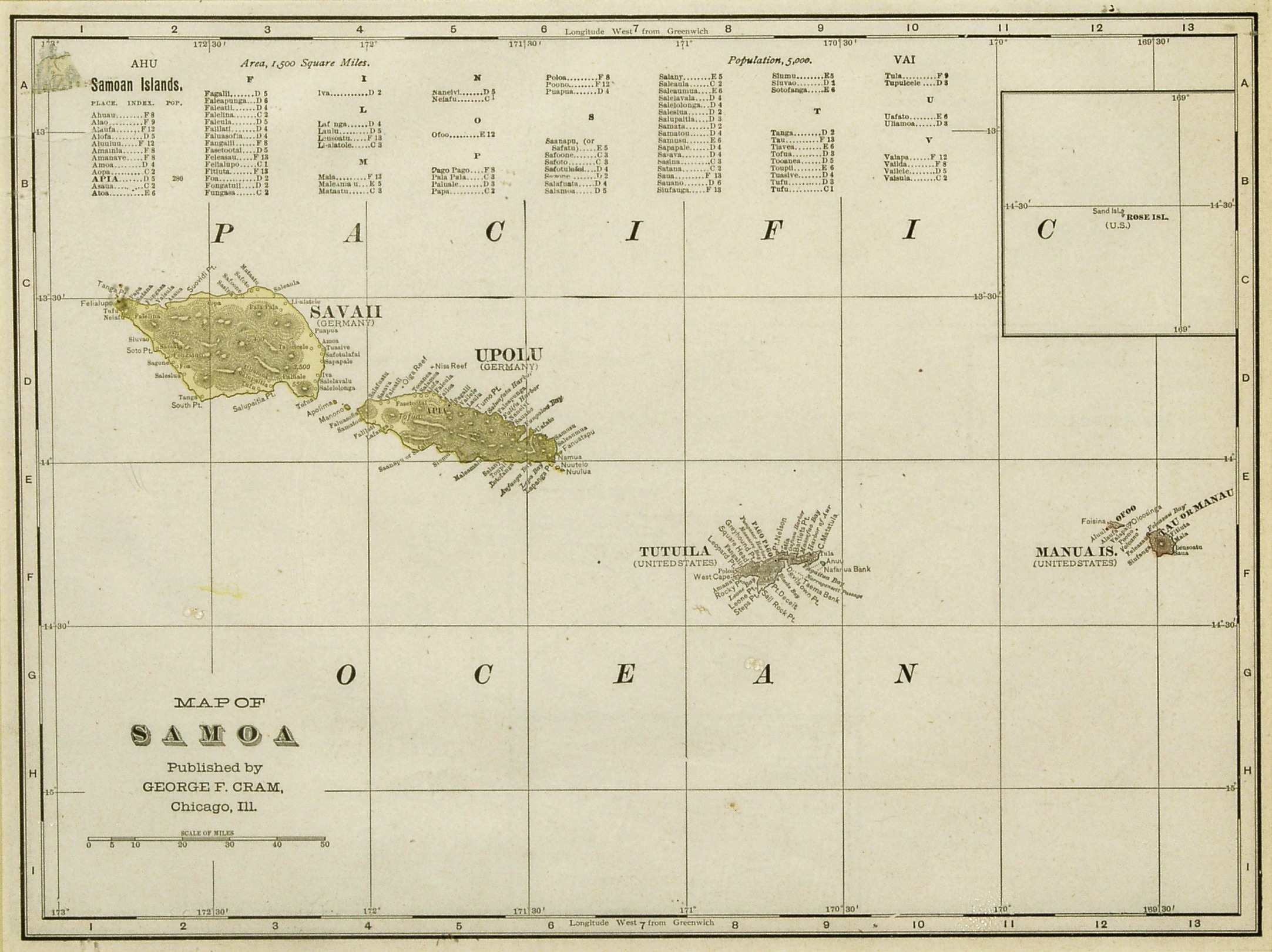
أرخبيل ساموا (1900–1914)

«لم تخفِ الحكومة الألمانية أبدًا إيمانها بأن السيطرة الدولية على ساموا كانت غير عملية وعبارة عن وهم... وبدأت سلسلة من الخطوات الدبلوماسية التي تهدف إلى إنهائها بشكل كامل». تأكد الدبلوماسيون الألمان في واشنطن خلال صيف عام 1899 أن إدارة الولايات المتحدة كانت راضية عن الحصول على جائزة توتويلا بثروتها الرئيسية، ألا وهي محطة الفحم الموجودة في باغو باغو. مع «تقسيم ساموا» بحلول ذلك الوقت من التفاهم السائد، لم تعرب الولايات المتحدة عن أي اعتراضات على أن بريطانيا وألمانيا «توصلتا إلى اتفاق تمهيدي».
قِبل القيصر فيلهلم الثاني دعوةً لزيارة إنكلترا في نوفمبر 1899 وأصرت حكومته على ضرورة إبرام اتفاق بشأن ساموا قبل مغادرته بريطانيا. تم التوصل إلى تسوية في لندن بحلول 9 نوفمبر ووُقعت في 14 نوفمبر. وبالتالي فإن هذا الاتفاق الإنكليزي الألماني بشأن ساموا بالتزامن مع التفاهم غير الرسمي مع الولايات المتحدة هو الذي قسم ساموا. لم يبق للقوى سوى التفاوض على اتفاقية ثلاثية من أجل ضمان موافقة الولايات المتحدة على الاتفاق برمته. أُعلن عن الاتفاقية الثلاثية لعام 1899 على النحو الواجب، ووُقع على الوثائق في واشنطن في 2 ديسمبر 1899 من قِبل وزير الخارجية الأمريكي جون هاي، والسفير الألماني لدى الولايات المتحدة البارون ثيودر فون هوليبين، والسفير البريطاني في الولايات المتحدة السير جوليان بونسفوت، مع تبادل الإقرار عليها فيما بينهم في 16 فبراير 1900.

## المواقف الناتجة عن الاتفاقية الثلاثية لعام 1899

### الولايات المتحدة
أقر الرئيس الأمريكي ويليام ماكينلي أمرًا تنفيذيًا في 19 فبراير 1900، ينص على أن: «تُوضع جزيرة توتويلا، من مجموعة ساموا، وجميع الجزر الأخرى في المجموعة الواقعة شرق خط الطول 171 درجة غرب غرينتش، تحت سيطرة الإدارة البحرية لإقامة محطة بحرية. وجب على وزير البحرية اتخاذ الخطوات اللازمة لإثبات سلطة الولايات المتحدة ومنح الجزر الحماية اللازمة». في ذات اليوم، صرح جون دي لونغ، وزير البحرية، بأن هذه الجزر «...قد أُنشئت بموجب هذا الأمر في محطة بحرية كي تكون معروفة بالمحطة البحرية توتويلا، وتكون بموجب هذا الأمر تحت قيادة أحد القادة». أُدرجت معها جزيرة روز، وهي جزيرة مرجانية غير مأهولة، وجزيرة أونو. لم يتم التخلي عن عقد مجموعة جزر مانوا (تاو وأوفو أولوسيغا) حتى عام 1904، على الرغم من أن المسؤولين المعنيين قبِلوا سابقًا بسيادة الولايات المتحدة. دخل مصطلح «ساموا الأمريكية» حيز الاستخدام الشعوري عام 1905 مع أول اجتماع أو فونو لزعماء ساموا من جميع الجزر التي تم التخلي عنها داخل المحطة البحرية.

### الإمبراطورية الألمانية
أُعلن أن جزر أبولو وسافاي من مجموعة جزر ساموا بالإضافة إلى الجزيرتين الصغيرتين أبوليما ومونومو، غرب خط الطول 171 درجة غربًا، محمية للإمبراطورية للألمانية وأصبحت تُعرف باسم ساموا الألمانية، مع رفع العلم في 1 مارس 1900 وتعيين ويليام سولف كحاكم عليها. كان يُنظر إلى هذا «الكسب السعيد» في ألمانيا على أنه «إنجاز رائع في السياسة الاستعمارية، وهو في نفس الوقت إنجاز شعبي حقيقي».

### المملكة المتحدة
من خلال التنازل عن جميع الحقوق في ساموا، «حصلت المملكة المتحدة على تعويضات واسعة من ألمانيا في أماكن أخرى»، وهذا يعني في الواقع، «نقل جميع الحقوق الألمانية في مجموعة تونغا بما في ذلك حق إنشاء محطة بحرية ومحطة فحم، والحقوق خارج الحدود الإقليمية؛ ونقل خط تعيين الحدود بين الجزر الألمانية والبريطانية في مجموعة جزر سليمان لإعطاء بريطانيا العظمى جميع الجزر الألمانية إلى الشرق والجنوب الشرقي من جزيرة بوغانفيل؛ وتقسيم المنطقة المحايدة في غرب أفريقيا عن طريق خط حدودي محدد بين الممتلكات البريطانية والألمانية؛ ووعد ألمانيا بأن تأخذ في الاعتبار قدر الإمكان الرغبات التي قد تعبر عنها حكومة بريطانيا العظمى فيما يتعلق بتطوير التعريفات الجمركية المتبادلة في أراضي توغو وغولد كوست؛ ونفي ألمانيا لحقوقها خارج الحدود الإقليمية في زنجبار».
بقيت ترتيبات المعاهدة للاتفاقية الثلاثية لعام 1899 سارية حتى اندلاع الحرب العالمية الأولى في عام 1914.